# Semperit
Semperit è un'azienda austriaca produttrice di pneumatici, polimeri e materie plastiche industriali. 
Il nome, scelto nel 1906, deriva dal latino "semper it", che significa "sempre va".
Le prime attività produttive furono a Wimpassing. 
Dalla metà del XX secolo, ha prodotto pneumatici per biciclette da corsa, inclusi i classici pneumatici a fascia bianca.
Nel 1984 la produzione di pneumatici è stata separata in ramo d'azienda da quella dei prodotti industriali. Nel 1985 è stata rilevata dal gruppo Continental AG.